# Aivars Aksenoks
Aivars Aksenoks (født 24. maj 1961) er en lettisk politiker. I perioden 29. marts 2005 – 19. februar 2007 var han borgmester i hovedstaden Riga, hvorefter Jānis Birks efterfulgte ham på posten. Han er en af grundlæggerne af det højreorienterede parti Jaunais laiks (Ny Tid). 
Aksenoks har en ingeniøruddannelse og har jobs på byggeprojekter blandt andet i Vietnam. Han har tidligere været direktør for det statslige trafiksikkerhedsråd (1992–2002) og justitsminister (2003–2004). I sine yngre år var han professionel danser.